# Albanska republiken
Albanska republiken är det tidigare officiella namnet på Albanien enligt statsförfattningen från 1925 med Ahmet Zogu som president med stora befogenheter, efter amerikansk förebild.
Parlamentet antog en ny statsförfattning som gav Ahmet Zogu diktatoriska maktbefogenheter; han kunde utse och avskeda ministrar, hade vetorätt i lagstiftning och kunde välja en tredjedel av medlemmarna i senaten.